# روبرت غرايسميث
روبرت غرايسميث (بالإنجليزية: Robert Graysmith)‏ (وُلد 17 سبتمبر 1942 في بينساكولا، الولايات المتحدة)، هو كاتب جريمة حقيقية أمريكي ورسام كاريكاتير سابق. اشتهر بعمله في قضية زودياك السفاح.

## وصلات خارجية
- روبرت غرايسميث على موقع IMDb (الإنجليزية)
- روبرت غرايسميث على موقع قاعدة بيانات الفيلم (الإنجليزية)